# William Jeffrey
William Jeffrey (Edimburgo, 3 agosto 1892 – New York, 7 gennaio 1966) è stato un allenatore di calcio scozzese.

## Vita Privata
Era sposato con Blanche M. Shoemaker Jeffrey (1904-1982).
È morto nel 1966 all'età di 73 anni in seguito ad un infarto.

## Carriera
Ha iniziato a lavorare come meccanico nel negozio della ferrovia di Altoona per poi dedicarsi ad allenare la squadra dell'officina, la Altoona Works.
Nel 1926 ha iniziato ad allenare la squadra della Penn State fino al 1952. Dal 1952 al 1959 ha infine guidato quella dell'Università di Porto Rico. 
Nel 1950 ha anche guidato la nazionale statunitense alla Coppa del Mondo del 1950, durante la quale la sua squadra ha battuto sorprendentemente 1-0 l'Inghilterra, l'incontro passò alla storia come Il Miracolo di Belo Horizonte.
Tuttavia gli americani non riuscirono a superare la fase a gironi.